# Чима, Даглас
Даглас Чима (англ. Douglas Csima; род. 28 ноября 1985, Миссиссога, Онтарио) — канадский гребец, выступавший за сборную Канады по академической гребле в период 2007—2012 годов. Серебряный призёр летних Олимпийских игр в Лондоне, обладатель серебряной и бронзовой медалей чемпионатов мира, победитель и призёр многих регат национального значения.

## Биография
Даглас Чима родился 21 ноября 1985 года в городе Миссиссога провинции Онтарио.
Начал заниматься академической греблей в 2003 году, состоял в гребной команде во время учёбы в Университете Макмастера, неоднократно принимал участие в различных студенческих регатах. Проходил подготовку в лодочном клубе «Лиандер» в Гамильтоне.
Дебютировал на взрослом международном уровне в сезоне 2007 года, когда вошёл в основной состав канадской национальной сборной и выступил в восьмёрках на этапе Кубка мира в Люцерне. Также в этом сезоне отметился выступлением на молодёжном чемпионате мира в Глазго, где в восьмёрках квалифицировался в утешительный финал В и расположился в итоговом протоколе соревнований на седьмой строке.
В 2009 году выиграл серебряную и бронзовую медали на этапах Кубка мира в Люцерне и Баньолесе соответственно, стал серебряным призёром в восьмёрках на мировом первенстве в Познани.
На чемпионате мира 2010 года в Карапиро занял итоговое седьмое место в восьмёрках, был третьим на этапе Кубка мира в Бледе и четвёртым на этапе в Люцерне.
В 2011 году в восьмёрках взял бронзу на мировом первенстве в Бледе, показал пятый результат на этапе Кубка мира Люцерне.
Благодаря череде удачных выступлений удостоился права защищать честь страны на летних Олимпийских играх 2012 года в Лондоне. В программе восьмёрок финишировал в решающем заезде вторым позади экипажа из Германии и тем самым завоевал серебряную олимпийскую медаль. Вскоре по окончании этой Олимпиады Чима принял решение завершить карьеру профессионального спортсмена.